# Sec-Butyllithium
Le sec-butyllithium, abrégé sec-BuLi ou s-BuLi, est un composé chimique de formule CH3–CHLi–CH2–CH3, isomère du n-butyllithium et du tert-butyllithium, plus basique que le premier mais moins que le second. Il s'agit d'un organolithien liquide, incolore et visqueux, dont les molécules s'organisent en tétramères, aussi bien dans le liquide pur qu'en solution dans des solvants apolaires tels que le benzène, le cyclohexane ou le cyclopentane. Un hexamère a été détecté à −41 °C dans le cyclohexane par spectroscopie RMN au lithium 6. Dans les solvants polaires tels que le tétrahydrofurane (THF), on observe un équilibre entre monomères et dimères.
Le sec-butyllithium s'obtient en faisant réagir du 2-chlorobutane avec du lithium élémentaire, ce qui libère du chlorure de lithium :
Il est utilisé pour déprotoner des acides organiques faibles lorsque le n-butyllithium s'avère insuffisant. Il est cependant suffisamment basique pour requérir davantage de précautions d'utilisation que le n-BuLi. Ainsi, l'éther diéthylique à température ambiante est attaqué par le sec-BuLi en quelques minutes, alors que les solutions de n-BuLi dans l'éther sont stables.
De nombreuses réactions impliquant le sec-BuLi sont semblables à celles impliquant d'autres organolithiens. Il réagit ainsi avec les carbonyles et les esters pour former des alcools. Il forme des di-sec-butylcuprates de lithium avec l'iodure de cuivre(I) ICu.
Le secbutyllithium se décompose, progressivement à température ambiante et plus rapidement à température élevée, en hydrure de lithium LiH et en un mélange de 1-butène, de trans-2-butène et de cis-2-butène :